# Pristimantis tantanti
Espèce
Synonymes
- Eleutherodactylus tantanti Lehr, Torres & Suárez, 2007

Statut de conservation UICN

 LC  : Préoccupation mineure
Pristimantis tantanti est une espèce d'amphibiens de la famille des Craugastoridae.

## Répartition
Cette espèce est endémique du Pérou. Elle se rencontre dans les régions de Cusco et de Madre de Dios vers 321 m d'altitude.

## Description
Les mâles mesurent de 19,6 à 21,9 mm et les femelles de 28,8 à 29,9 mm.

## Publication originale
- Lehr, Torres-Gastello, & Suárez-Segovia, 2007 : A new species of arboreal Eleutherodactylus (Anura: Leptodactylidae) from the Amazonian lowlands of central Peru. Herpetologica, vol. 63, no 1, p. 94-99 (texte intégral).